# Irmingard af Bayern
Prinsesse Irmingard af Bayern (tysk: Irmingard Marie Josepha Prinzessin von Bayern) (19. maj 1923 i Berchtesgaden–23. oktober 2010 i  Leutstetten ved Starnberg) var medlem af slægten Wittelsbach, der var Bayerns kongehus indtil 1918.

## Forfædre
Prinsesse Irmingard var den ældste overlevende datter af kronprins Rupprecht, kronprins af Bayern (1869–1955). Hun var sønnedatter af landets sidste konge Ludwig 3. af Bayern (1845–1921) og datterdatter af storhertug Vilhelm 4. af Luxembourg (1852–1912).

## Familie

### Søskende
Prinsesse Irmingard havde to ældre brødre og fire yngre søstre.
Halvbroderen Albrecht (1905–1996) blev tronprætendent i 1955. Albrechts ældste søn Franz, hertug af Bayern (født 1933) blev tronprætendent 1996, mens hans yngste søn (Max Emanuel, hertug i Bayern (født 1937)) blev titulær tronfølger det samme år.
Irmingards næste bror Heinrich Franz Wilhelm (1922–1958) var gift med Anne Marie de Lustrac (1927–1999).  Heinrich Franz omkom ved en færdselsulykke i Argentina. 21 år senere omkom Anne Marie ved en færdselsulykke i Milano i Italien. Parret havde ingen børn.

### Ægteskab og børn
Prinsesse Irmingard var gift med sin fætter Prins Ludvig af Bayern (1913–2008) (1913–2008). 
Ludvig og Irmingard fik tre børn, men det var kun sønnen, der overlevede: 
- prins Luitpold af Bayern (født 1951), gift med Kathrin Beatrix Wiegand (født 1951). Luitpold og Kathrin har to døtre og tre sønner.
- prinsesse Maria af Bayern (født og død 3. januar 1953)
- prinsesse Philippa af Bayern (født og død 26. juni 1954)

## Bayersk arveret
Tronprætendenten Franz, hertug af Bayern (født 1933) er barnløs. Hans bror Max Emanuel, hertug i Bayern (født 1937) lever i et morganatisk ægteskab med grevinde Elizabeth Douglas (født 1940).
I 1999 skulle tronprætendenten tage stilling til arvefølgen. Den 3. marts 1999 anerkendte hertug Franz ægteskabet mellem fætteren prins Luitpold (født 1951) og Kathrin Beatrix Wiegand (født 1951) som dynastisk. Derimod betragtes ægteskabet mellem Max Emanuel og grevinde Elizabeth Douglas stadigt som morganatisk.
Det forventes, at arveretten på et tidspunkt vil tilfalde Prinsesse Irmingards søn og børnebørn (dvs. prins Luitpold eller dennes efterkommere).